# Bolleberget
Die Bolleberget-Schanze ist eine Skisprungschanze in der schwedischen Stadt Bollnäs, die seit 2001 nicht mehr in Betrieb ist.

## Geschichte
Die ersten Schanzen auf dem Bolleberget wurden 1964 erbaut. Es handelte sich um je eine K60, K40 und K20 Schanze. 1969 wurden auf der K60-Mittelschanze Junioreneuropameisterschaften ausgetragen. Sieger wurde Hans-Georg Aschenbach aus der DDR. Bei den gleichzeitig stattfindenden Junioren-Skiweltmeisterschaften gewann der Finne Rauno Miettinen den Wettbewerb in der nordischen Kombination, dessen Springen ebenfalls auf der Mittelschanze ausgetragen wurden. 1987 wurde dann eine Normalschanze der Größe K90 errichtet. Hintergrund war, dass die schwedischen Meisterschaften 1989 in Bollnäs stattfanden. Diese wurden von Jan Boklöv der Erfinder des V-Stils gewonnen. 1991 wurde das einzige Weltcupspringen auf der Normalschanze ausgetragen, das der Schweizer Stephan Zünd für sich entscheiden konnte. Nach einer Renovierung 1995 wird diese Schanze seit 2001 nicht mehr genutzt.

## Internationale Wettbewerbe
Genannt werden alle von der FIS organisierten Sprungwettbewerbe.
| Datum        | Wettbewerb      | Schanze | 1. Platz              | 2. Platz        | 3. Platz          |
| ------------ | --------------- | ------- | --------------------- | --------------- | ----------------- |
| 1969         | Junioren-EM     | K60     | Hans-Georg Aschenbach | Henry Glaß      | Adam Krzysztofiak |
| 6. März 1991 | Weltcup         | K89     | Stephan Zünd          | Risto Laakkonen | František Jež     |
| 8. März 1996 | Continental Cup | K89     | Toni Nieminen         | Adam Małysz     | Arve Vorvik       |